# Lycodes reticulatus
Lycodes reticulatus es una especie de pez de la familia de los Zoarcidae en el orden de los perciformes.

## Morfología
Los machos pueden llegar a alcanzar los 36 cm de longitud total.

## Alimentación
Los ejemplares pequeños comen anfípodos, isópodos pequeños bivalvos, mientras que los grandes se nutren de gambas, pescados y cochinillas de la humedad.

## Hábitat
Es un pez de mar y de aguas profundas que vive entre 100- 930 m de profundidad.

## Distribución geográfica
Se encuentra en el Canadá, Groenlandia, Islandia Noruega y Estados Unidos.

## Costumbres
Es bentónico.

## Observaciones
Es inofensivo para los humanos.